# Liste der Monuments historiques in Derval
Die Liste der Monuments historiques in Derval führt die Monuments historiques in der französischen Gemeinde Derval auf.

## Liste der Bauwerke
| Bezeichnung                            | Beschreibung              | Standort | Kennzeichnung | Schutzstatus | Datum | Bild           |
| -------------------------------------- | ------------------------- | -------- | ------------- | ------------ | ----- | -------------- |
| Ehemaliger Donjon der Burg Saint-Clair | Erbaut im 14. Jahrhundert | (Lage)   | PA00108610    | Inscrit      | 1925  | weitere Bilder |